# Nayarit
Nayarit [najaryt] je jeden ze 31 států Mexika. Zabírá plochu 26 979 km². Hraničí se státy Sinaloa, Zacatecas a Durango na severu, Jalisco na východě a jihu a s Tichým oceánem. Ke státu Nayarit patří také ostrovy Islas Tres Marías (María Madre, María Magdalena a María Cleofas) v Tichém oceánu. V roce 2020 ve státě Nayarit žilo 1 235 456 obyvatel. Hlavním městem je Tepic.
Původními obyvateli jsou Nahuové, Huicholové a Tepehuánové. Předkolumbovská architektura se zachovala v lokalitě Los Toriles. Umělý ostrov Mexcaltitán je považován za pravlast Aztéků. V letech 1540–1542 probíhala Mixtónská válka proti španělským kolonizátorům. Původně byl Nayarit součástí státu Jalisco, osamostatnil se v roce 1917.
Na pobřeží Pacifiku se nachází rekreační oblast Riviera Nayarit, vnitrozemí vyplňuje pohoří Sierra Madre Occidental s nejvyšší horou Cerro El Vigía (2760 m n. m.). Významnými řekami jsou Río Grande de Santiago a Río Ameca. Vyskytuje se zde sklípkan Klaasův, amazoňan fialovotemenný, chřestýš mexický a Peromyscus simulus. Převládá zde potravinářský průmysl, pěstuje se cukrová třtina, čirok, fazole, kukuřice, avokádo, tabák a kávovník, významný je i lov ryb a krevet. V Tepicu sídlí Universidad Autónoma de Nayarit.